# Gavriil Golovkine
Pour les articles homonymes, voir Golovkine.
Le comte Gavriil Ivanovitch (Gabriel) Golovkine (en russe : Гавриил Иванович Головкин), né en 1660, mort le 20 juillet 1734, est un homme politique russe qui fut président du collège des Affaires étrangères et chancelier de l'empire russe de 1709 à 1734. Ce fut un politicien habile, capable de maintenir son influence sous les règnes de Pierre Ier, de Catherine Ire, de Pierre II et d'Anne Ire.

## Biographie
Gavriil Ivanovitch Golovkine fut l'un des compagnons de jeu du tsarévitch Pierre Alexeïevitch de Russie (futur Pierre le Grand) et parent de la princesse Narychkine, mère du tsarévitch. En 1677, il apparaît auprès du tsarévitch comme maître d'hôtel. Lors de la révolte des streltsy de 1682, il emmena Pierre au monastère de la Trinité-Saint-Serge et s'acquit ainsi sa confiance. Pendant la période du pouvoir de la régente Sophie, il veilla attentivement sur le jeune tsar. 
Contrairement à ce qui est souvent écrit, il n'accompagna pas Pierre Ier au cours de son premier voyage à l'étranger (1697-1698) et ne travailla pas avec lui aux chantiers navals de Zaandam, mais demeura à Moscou parmi les hommes de confiance chargés de veiller sur l'empire en l'absence du tsar.

### Carrière politique sous le règne de Pierre le Grand

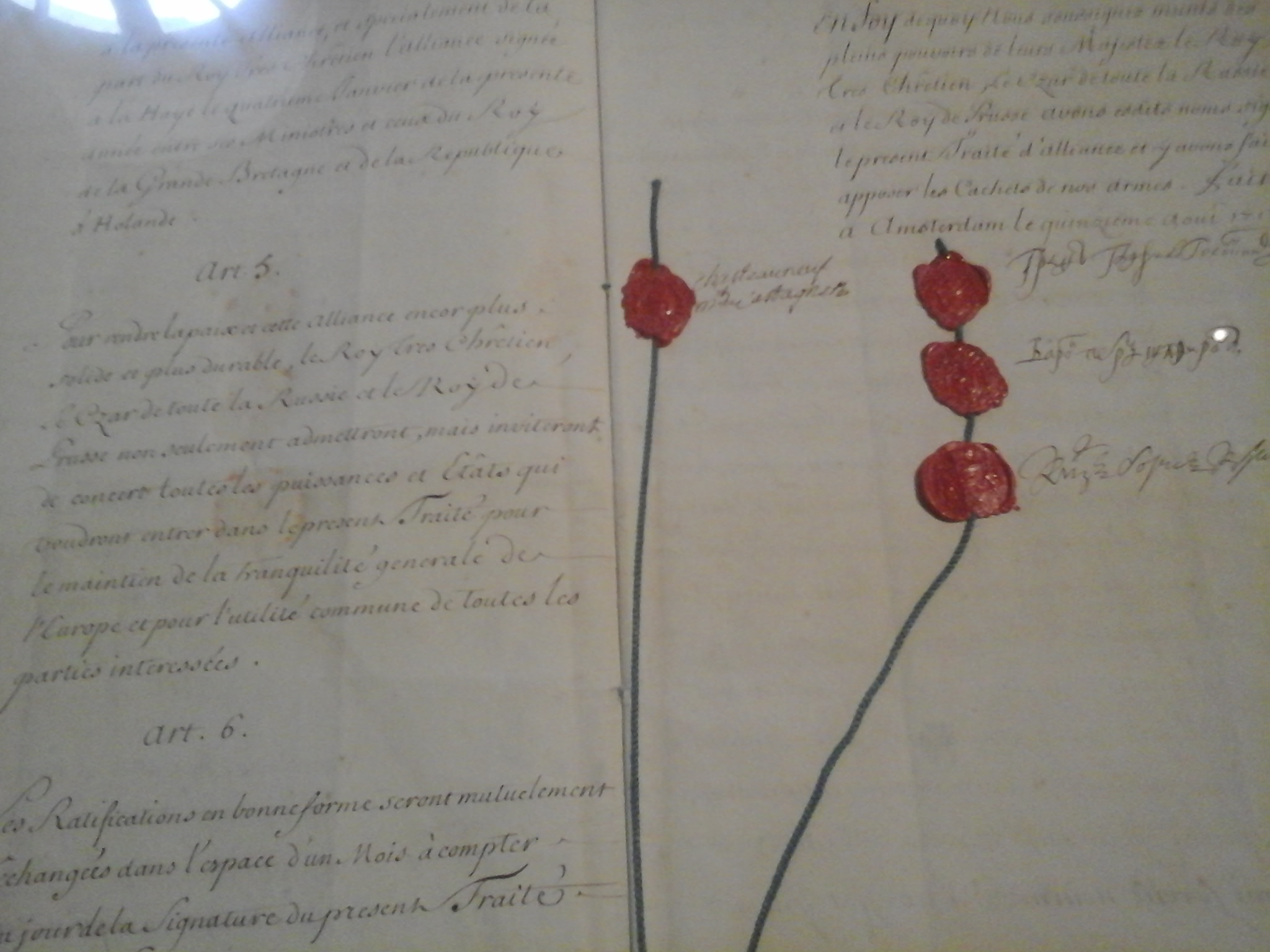
Traité d'Amsterdam du 15 août 1717. La signature du comte est en haut à droite.

En 1706, Golovkine succéda à Golovine à la direction des Affaires étrangères. Il fut élevé l'année suivante au rang de comte du Saint-Empire romain germanique. Sur le champ de bataille de Poltava (28 juin 1709), Pierre le nomma chancelier de la Russie impériale (1709). Il signa avec le prince Kourakine (ambassadeur auprès des Provinces-Unies) le traité d'Amsterdam du 15 août 1717, traité d'alliance et de garantie réciproque entre la France, la Russie et la Prusse, la France étant représentée par le marquis de Castagnères. Il devint Président du collège des Affaires étrangères en 1717 et l'empereur Pierre le Grand le fit comte de l'Empire russe en 1721.

### Sous le règne de CatherineIrede Russie
En 1726, Catherine Ire nomma le comte Golovkine membre du Haut Conseil secret, poste auquel il demeura jusqu'en 1730. Selon son testament, l'impératrice désigna le futur Pierre II comme son successeur et nomma le comte comme l'un des tuteurs du jeune tsar.

### Sous le règne d'AnneIrede Russie
Catherine Ire appelait au trône dans son testament, après Pierre II, sa fille Anna, qui était encore vivante, et après la mort de celle-ci son fils à naître, qui sera Pierre III, et ensuite sa fille cadette, qui sera l'impératrice Élisabeth, et c'est Golovkine, qui a signé et sauvé une copie vidimée de ce testament, dont l'original avait été brûlé par Osterman. Le comte Golovkine se déclara en faveur d'Anne, duchesse de Courlande (future Anne Ire de Russie).
En soutenant la candidature de la duchesse, il s'opposait aux Dolgorouki et aux Galitzine favorables à une monarchie constitutionnelle limitée. L'impératrice Anne le désigna comme sénateur puis membre du premier Conseil des ministres de l'Histoire de Russie, en 1731 ; mais ses successeurs à ce poste, le baron Osterman et le comte von Münnich, eurent une influence plus grande dans les affaires de l'Empire.

## Distinctions
- 1703 : Ordre de Saint-André
- 1707 : Comte du Saint-Empire Romain Germanique, (nommé par l'Empereur Joseph Ier)
- 1707 : Ordre de la Générosité (Prusse, décoré par le Roi Frédéric Ier)
- 1707 : Ordre de l'Aigle blanc (Pologne, décoré par le Roi Auguste)
- 16 juillet 1709 : (Chancelier de l'Empire Russe)
- 1707 : Comte de l'Empire Russe, (nommé par le Tsar Pierre Ier)
- 10 septembre 1725 : Ordre Saint-Alexandre Nevski